# Setona Mizushiro
Setona Mizushiro (jap. 水城 せとな, Mizushiro Setona; * 23. Oktober 1971 in der Präfektur Kanagawa, Japan) ist eine japanische Mangaka.
Ihr professionelles Debüt als Manga-Zeichnerin veröffentlichte Mizushiro 1993 im japanischen Manga-Magazin Petit Flower. In den folgenden Jahren widmete sie sich vor allem Boys-Love-Manga, hatte ihren Durchbruch allerdings erst mit Shōjo-Manga wie 2001 Diamond Head und 2002 Tag X. Letzteres Werk beschäftigt sich mit drei Schülern und einem Lehrer, die mit ihrem Leben an der Schule so unzufrieden sind, dass sie gemeinsam planen die Schule zu sprengen. Die US-Ausgabe ihrer 2004 begonnenen Serie After School Nightmare wurde 2007 für den Eisner Award nominiert. Für Shitsuren Chocolatier gewann sie 2012 den Kōdansha-Manga-Preis in der Kategorie Shōjo.

## Werke
- Sleeping Beauty (スリーピングビューティー, surīpin byūtī), 1994, 1 Band
- Violinist (バイオロニスト, baioronisuto), 1994–1995, 2 Bände
- Itsuka Suki da to itte (いつか好きだと言って), 1995, 1 Band
- 1999-nen Shichi no Gatsu – Shanghai (1999年七の月～上海), 1995–1998, 4 Bände
- Mister Mermaid (ミスターマーメイド, misutā māmeido), 1996, 1 Band
- Dōsei Ai (同棲愛), 1996–2001, 11 Bände
- 100-man Dollar no Onna (100万ドルの女), 1997, 1 Band
- Futari no Tame ni Sekai wa Aru no (ふたりのために世界はあるの), 1997, 1 Band
- Soko wa Nemuri no Mori (そこは眠りの森), 1998, 1 Band
- Automatic Angel (オートマチック・エンジェル, ōtomachikku enjeru), 1999–2000, 2 Bände
- Shōjo Ningyō (少女人形), 1999, 1 Band
- Allegro Agitato (アレグロ・アジタート, areguro ajitāto), 1999–2000, 2 Bände
- Twins, 2000, 1 Band
- Diamond Head (ダイアモンド・ヘッド, daiamondo heddo), 2001–2004, 5 Bände
- Maison de Beauties (メゾン・ド・ビューティーズ, mezon do byūtīzu), 2001–2002, 3 Bände
- Tag X (彼女たちのエクス・デイ, Kanojo-tachi no ekusu dei), 2002–2003, 2 Bände
- S (エス, esu), 2003–2004, 3 Bände
- Shokubutsu Zukan (植物図鑑), 2004, 1 Band
- After School Nightmare (放課後保健室, hōkago hokenshitsu), 2004–2007, 10 Bände
- Das Spiel von Katz und Maus (窮鼠はチーズの夢を見る, kyūso wa chīsu no yume o miru), 2005, 2 Bände
- Black Rose Alice (黒薔薇アリス, Kurobara Arisu), 2008–, bisher 6 Bände
- Shitsuren Chocolatier (失恋ショコラティエ), 2008–, bisher 4 Bände